# Góra (województwo śląskie)
Góra – wieś w Polsce, w województwie śląskim, w powiecie pszczyńskim, w gminie Miedźna.
W latach 1975–1998 miejscowość administracyjnie należała do województwa katowickiego.

## Nazwa
Nazwę miejscowości w zlatynizowanej formie Gora wymienia w latach 1470–1480 Jan Długosz w księdze Liber beneficiorum dioecesis Cracoviensis.

## Części wsi
| SIMC    | Nazwa       | Rodzaj     |
| ------- | ----------- | ---------- |
| 0217001 | Babudy      | część wsi  |
| 0217018 | Dąbrowa     | część wsi  |
| 0217024 | Piaski      | część wsi  |
| 0217030 | Polna       | część wsi  |
| 0217047 | Poznań      | część wsi  |
| 0217060 | Zawadka     | przysiółek |
| 0217053 | Zielonkówka | część wsi  |

## Charakterystyka wsi
Góra zajmuje 968 ha powierzchni i jest drugą najludniejszą wioską w gminie Miedźna. 31 grudnia 2005 we wsi zameldowanych było 2554 osób. Od północy Góra sąsiaduje z Gilowicami i Frydkiem, od zachodu z Miedźną i Grzawą. Południową i wschodnią granicę wsi wytycza Wisła, która na tym odcinku mocno meandruje. Na jej prawym brzegu (wschodnia granica) rozciąga się teren ziemi oświęcimskiej (Jawiszowice, Brzeszcze). Od południa graniczy z Dankowicami.

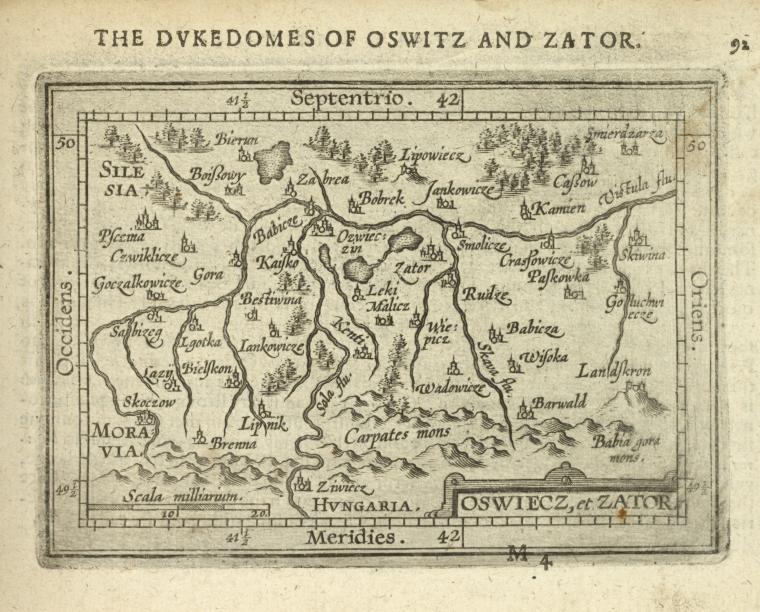
Góra na mapie Księstwa Oświęcimskiego i Zatorskiego - mapa Abrahama Orteliusa z 1603.

## Zabytki
We wsi znajduje się zabytkowy drewniany kościół św. Barbary z drugiej połowy XVI wieku oraz dwór przy ul. Rybackiej 10 (nr rej. A/565/2019).

## Sport
W miejscowości działa klub sportowy Nadwiślan Góra.

## Dodatkowe informacje
W Górze znajduje się Torfowisko Zapadź, które wraz z przyległymi stawami stanowi unikatowy, na skalę regionu, obszar wodno-mokradłowy, gdzie występują złoża borowin oraz chronione okazy zwierząt i roślin.
W styczniu 1945 r. przez miejscowość przeszły tzw. marsze śmierci z obozów Auschwitz-Birkenau w Oświęcimiu na stację kolejową w Wodzisławiu Śląskim.